# وانیلاویر
وانیلاویر (انگلیسی: Vanillaware) شرکت بازی ویدئویی ژاپنی است، که در سال ۲۰۰۲ تأسیس شد.